# Willem I van Brunswijk-Wolfenbüttel
Willem I van Brunswijk-Wolfenbüttel bijgenaamd de Zegerijke (circa 1392 — 25 juli 1482) was van 1416 tot 1428 hertog van Brunswijk-Lüneburg, van 1428 tot 1432 en van 1473 tot aan zijn dood hertog van Brunswijk-Wolfenbüttel, van 1432 tot aan zijn dood hertog van Brunswijk-Calenberg en van 1463 tot aan zijn dood hertog van Brunswijk-Göttingen. Hij behoorde tot het huis Welfen.

## Levensloop
Willem was de oudste zoon van hertog Hendrik de Milde en diens eerste echtgenote Sophia van Pommeren (1370-1405). Na het overlijden van zijn vader erfde hij in 1416 samen met zijn halfbroer Hendrik de Vredelievende het hertogdom Brunswijk-Lüneburg. Willem toonde zich als een energiek heerser; hij begon al snel verschillende vetes met naburige staten zoals het aartsbisdom Bremen en het prinsbisdom Hildesheim en steunde de graven van Schauenburg-Holstein in hun strijd tegen koning Erik van Denemarken. In de Slag bij Most in 1421 vocht Willem aan de zijde van markgraaf Frederik IV van Meißen tegen de hussieten, die verslagen werden.
In 1428 ruilden Willem en Hendrik het hertogdom Brunswijk-Lüneburg met het hertogdom Brunswijk-Wolfenbüttel van hun oom Bernhard I. Terwijl Willem op militaire campagne was, werd hij in 1432 afgezet door zijn halfbroer Hendrik de Vredelievende. Na een hevige broederoorlog behield Hendrik het hertogdom Brunswijk-Wolfenbüttel, terwijl Willem als compensatie het vorstendom Calenberg kreeg, dat van de rest van Brunswijk-Wolfenbüttel werd gescheiden door het prinsbisdom Hildesheim. Vanaf dan resideerde Willem in het kasteel Calenberg in Pattensen. 
Na het overlijden van hertog Otto II van Brunswijk-Göttingen in 1463 slaagde Willem erin om het hertogdom over te nemen. Toen zijn halfbroer Hendrik de Vredelievende in 1473 zonder mannelijke nakomelingen stierf, erfde Willem eveneens het hertogdom Brunswijk-Wolfenbüttel en stond hij de regering in Brunswijk-Göttingen en Brunswijk-Calenberg af aan zijn zonen Frederik III en Willem II. 
In juli 1482 stierf Willem op 90-jarige leeftijd, wat in die tijd een zeer hoge leeftijd was. Hij werd bijgezet in de Dom van Brunswijk.

## Huwelijken en nakomelingen
Tussen 30 mei en 6 juni 1423 huwde Willem in Berlijn met Cecilia (1405-1449), dochter van keurvorst Frederik I van Brandenburg. Ze kregen twee zonen:
- Frederik III (1424-1495), hertog van Brunswijk-Göttingen-Calenberg
- Willem II (1425-1503), hertog van Brunswijk-Wolfenbüttel en Brunswijk-Göttingen-Calenberg

In 1466 huwde hij met zijn tweede echtgenote Mathilde (overleden in 1468), dochter van graaf Otto II van Schauenburg-Pinneberg en weduwe van hertog Bernhard II van Brunswijk-Lüneburg. Ze kregen een zoon:
- Otto (1468-1471)

## Voorouders
| Overgootouders                                  | Magnus I van Brunswijk (1304-1369) ∞ Sophia van Brandenburg (-1356)               | Magnus I van Brunswijk (1304-1369) ∞ Sophia van Brandenburg (-1356)               | Bernhard III van Anhalt (–1348) ∞ Agnes van Saksen-Wittenberg (1310-1338)         | Bernhard III van Anhalt (–1348) ∞ Agnes van Saksen-Wittenberg (1310-1338)         | Barnim IV van Pommeren (1325-1365) ∞ Sophie van Werle (1329-1364)                 | Barnim IV van Pommeren (1325-1365) ∞ Sophie van Werle (1329-1364)                 | Johan I van Mecklenburg-Stargard (1326–1393) ∞ Anna van Pinneberg (–)             | Johan I van Mecklenburg-Stargard (1326–1393) ∞ Anna van Pinneberg (–)             |
| Grootouders                                     | Magnus II van Brunswijk (1324-1373) ∞ Catharina van Anhalt-Bernburg (1330-1390)   | Magnus II van Brunswijk (1324-1373) ∞ Catharina van Anhalt-Bernburg (1330-1390)   | Magnus II van Brunswijk (1324-1373) ∞ Catharina van Anhalt-Bernburg (1330-1390)   | Magnus II van Brunswijk (1324-1373) ∞ Catharina van Anhalt-Bernburg (1330-1390)   | Wratislaus VI van Pommeren (1345–1394) ∞ Anna van Mecklenburg-Stargard (–)        | Wratislaus VI van Pommeren (1345–1394) ∞ Anna van Mecklenburg-Stargard (–)        | Wratislaus VI van Pommeren (1345–1394) ∞ Anna van Mecklenburg-Stargard (–)        | Wratislaus VI van Pommeren (1345–1394) ∞ Anna van Mecklenburg-Stargard (–)        |
| Ouders                                          | Hendrik de Milde van Brunswijk-Lüneburg (–1416) ∞ Sophia van Pommeren (1370–1406) | Hendrik de Milde van Brunswijk-Lüneburg (–1416) ∞ Sophia van Pommeren (1370–1406) | Hendrik de Milde van Brunswijk-Lüneburg (–1416) ∞ Sophia van Pommeren (1370–1406) | Hendrik de Milde van Brunswijk-Lüneburg (–1416) ∞ Sophia van Pommeren (1370–1406) | Hendrik de Milde van Brunswijk-Lüneburg (–1416) ∞ Sophia van Pommeren (1370–1406) | Hendrik de Milde van Brunswijk-Lüneburg (–1416) ∞ Sophia van Pommeren (1370–1406) | Hendrik de Milde van Brunswijk-Lüneburg (–1416) ∞ Sophia van Pommeren (1370–1406) | Hendrik de Milde van Brunswijk-Lüneburg (–1416) ∞ Sophia van Pommeren (1370–1406) |
| Willem I van Brunswijk-Wolfenbüttel (1392-1482) |                                                                                   |                                                                                   |                                                                                   |                                                                                   |                                                                                   |                                                                                   |                                                                                   |                                                                                   |